# Laima Nagienė
Laima Nagienė (* 17. März 1957 in Vainutas, Rajongemeinde Šilutė) ist eine litauische linke Politikerin und Seimas-Mitglied.

## Leben
Nach dem Abitur 1974 an der Mittelschule Vainutas schloss Laima Nagienė von 1974 bis 1978 das Diplomstudium der Mathematik-Pädagogik an der Litauischen Pädagogischen Universität in der litauischen Hauptstadt Vilnius und 2005 das Masterstudium der Verwaltung an der Technischen Universität in der litauischen zweitgrößten Stadt Kaunas  ab.
Von 1978 bis 1979 war sie Mathematiklehrerin an der Sekundarschule Seda, von 1979 bis 1980 an der Abendschule in Mažeikiai und von 1980 bis 1981 an der 3. Sekundarschule Mažeikiai.
Von 1982 bis 1986 war sie Komsomol-Sekretärin in Mažeikiai, von 1986 bis 1989 stellvertretende Vorsitzende des Exekutivkomitees der Gemeinde Mažeikiai.
Von 1990 bis 2019 leitete sie als Direktorin die Abteilung Mažeikiai der Staatlichen Sozialversicherungskasse SoDra.
Von 2007 bis 2019 war sie Ratsmitglied der Rajongemeinde Mažeikiai und von 2019 bis 2020  Direktorin der Gemeindeverwaltung  Mažeikiai.
Seit 2020  ist Laima Nagienė Mitglied im 13. Seimas, Mitglied des Zukunftausschusses und des Ausschusses für Bildung, Wissenschaft und Kultur. Sie war auch  Mitglied des Ausschusses für Audit.
Von 2004 bis 2019 war sie Mitglied der LSDP, davor der LDDP.